# Ozyptila spirembola
Ozyptila spirembola är en spindelart som beskrevs av Jörg Wunderlich 1995. Ozyptila spirembola ingår i släktet Ozyptila och familjen krabbspindlar.
Artens utbredningsområde är Turkiet. Inga underarter finns listade i Catalogue of Life.